# Odontodes metamelaenula
Odontodes metamelaenula là một loài bướm đêm trong họ Noctuidae.